# Thomas Joubert (journaliste)
Pour les articles homonymes, voir Thomas Joubert.
Thomas Joubert, né le 23 décembre 1977, est un journaliste français, animateur de radio et de télévision.
Après avoir travaillé de 2003 à 2011 sur la chaîne d'information en continu i>Télé, il est de novembre 2012 à mars 2013, chroniqueur dans l'émission #Faut pas rater ça ! diffusée sur France 4. D'août 2016 à juillet 2017, il présente sur Europe 1 Le Grand Direct des médias.

## Biographie
Après des stages à France Inter puis Voltage, Thomas Joubert devient journaliste sur Europe 2 en juin 1997. Il présente les flashs d’informations et la chronique Carré VIP au cours de laquelle il interviewe 300 artistes.
En février 2001, il fait ses débuts en télévision sur Allociné télévision puis CinéCinéma en novembre 2001. En juillet 2002, il rejoint la chaîne jeunesse Disney Channel où il est rédacteur en chef de l'émission pour les enfants Zapping Zone.
En février 2003, il rejoint i>Télé, la chaîne d’information en continu du groupe Canal+ où il devient présentateur à la fin de la même année. Il travaille parallèlement pour  Classé Confidentiel sur M6, une émission hebdomadaire consacrée aux célébrités et aux divers scandales ou péripéties qui les touchent. En septembre 2004, il devient le présentateur des journaux du matin en semaine sur i>Télé. À partir de septembre 2005, il présente les journaux entre 6 h et 7 h du lundi au jeudi puis un journal toutes les demi-heures dans I>Matin, la tranche d'informations coprésenté par Laurent Bazin et Nathalie Iannetta. Il présente plusieurs éditions spéciales sur i>Télé lors des grands évènements de l'actualité élection présidentielle des États-Unis en novembre 2004, décès du pape Jean-Paul II en avril 2005 ou encore premier essai de l’Airbus A380 le 27 avril 2005[pertinence contestée].
D'octobre 2004 à juin 2005, Thomas Joubert anime parallèlement chaque semaine un débat de société sur Pink TV. Le débat, produite par Michel Field, lui a permis de faire ses armes de meneur de débat en public face à plusieurs invités.
Au cours des étés 2005, 2006 et 2007, il présente sur Canal+ Matin Info, une édition matinale avec quelques chroniques (journal des sports, revue de presse...) qui remplace pendant cette période La Matinale.
Au cours de l'été 2008, il anime avec Sonia Chironi Matin info qui remplace La Matinale sur Canal+, tout en assurant une chronique pour l'émission Le Grand Direct des médias de Jean-Marc Morandini sur les coulisses de la télévision sur Europe 1.
À partir de septembre 2008 et la nouvelle formule d'i>Télé, Thomas Joubert anime la matinale de la chaîne d'information en continu tous les week-ends de 7 h à 10 h. À la rentrée 2009, Julian Bugier le remplace. Il devient alors rédacteur en chef sur la chaîne info[réf. nécessaire].
À partir de la rentrée 2011, il participe à l'émission Le Grand Direct des médias de Jean-Marc Morandini sur Europe 1 avec une chronique appelée Le dernier mot. Durant l'été 2011, il assure une chronique « Les secrets de la télé » dans la version estivale présenté par Thierry Moreau. À partir de la rentrée 2011, il remplace Jean-Marc Morandini lors de ses vacances et pendant l'été 2012. Il devient alors son joker et le remplace à la rentrée 2016. 
À partir de fin août 2012, il présente, à 9 h 30, une nouvelle chronique, Le journal des medias, ayant pour but de résumer « pendant 5 minutes l'essentiel de l'actu media »[réf. nécessaire].
De novembre 2012 à mars 2013, il est un chroniqueur régulier de l'émission Faut pas rater ça ! diffusée sur France 4.
Pendant l'été 2014 il anime l'émission quotidienne Les Années Top 50 du lundi au vendredi à 12H15 .
Le 27 octobre 2014, il anime avec Julia Martin l'émission spéciale les 30 ans du top 50 , une émission  consacrée aux 30 ans du Top 50 pendant deux heures, de 20 heures à 22 heures.
Le 22 août 2016, Thomas Joubert présente une saison de l'émission Le Grand Direct des médias sur Europe 1 en remplacement de Jean-Marc Morandini retiré de l'antenne à la suite de ses problèmes judiciaires, mais la station ne reconduit pas l'émission en septembre 2017.
Thomas Joubert rejoint courant 2017 l'équipe de Yahoo France afin de s'occuper de l'actualité médiatique[réf. souhaitée].
Il rejoint en 2018 la chaîne BFM Paris , et présente la matinale Bonjour Paris.
En 2021, il quitte BFM Paris et rejoint la rédaction de la chaîne BFM TV.
En janvier 2023, il succède à Rachid M'Barki au Journal de la nuit.

## Publication
- Thomas Joubert (préf. Marc Toesca), Les années TOP 50, Paris, Éditions Gründ, octobre 2014, 240 p. (ISBN 978-2-324-00914-3)